# Tinchebray

Tinchebray este o comună în departamentul Orne, Franța. În 1 ianuarie 2018 avea o populație de 2.590 de locuitori.